# Chief executive officer
Chief executive officer (CEO) – najwyższe stanowisko kierownicze w spółkach w systemach common law.
W języku polskim jako CEO określany jest prezes zarządu, dyrektor generalny czy też prezes albo koordynujący pracę przedsiębiorstwa.